# 安藤信尹
安藤 信尹（あんどう のぶただ）は、江戸時代中期の大名。美濃国加納藩の第2代藩主。官位は従五位下・対馬守、大和守。対馬守系安藤家5代。

## 生涯
享保2年（1717年）2月、安藤信周（安藤家2代安藤重長の三男・重常の次男）の長男として江戸にて誕生した。
父・信周は先代の安藤信友の養嗣子となっていたが、享保12年（1727年）6月7日に信友に先立って死去したため、信尹が享保17年（1732年）に信友の死により家督を継いだ。信尹は奢侈を好んで財政を悪化させた。綱紀は乱れ、領民は藩主の奢侈のためによる重税に苦しめられた。そして遂に領民による強訴が起こり、藩内では家中騒動も発生する。ここに至って家老・坂田斎宮は信尹を1年間幽閉して騒動を鎮めようとしたが、家臣が幕府大目付に上訴したことにより公となり、宝暦5年（1755年）2月4日、信尹は不行跡により隠居を命じられ、家督は次男の信成が継いだ（安藤騒動）。信成は陸奥国磐城平藩に転封された。
明和7年（1770年）12月晦日、54歳で死去した。

## 系譜
父母
- 安藤信周（父）

婚約者
- 蜂須賀綱矩の娘

正室
- 千代姫、三千姫、照姫 - 細川宣紀の九女

子女
- 安藤信成（次男）
- 安藤次猷 [1]（三男）
- 安藤信姿（四男）
- 上杉勝承継室
- 中山直寛継室
- 西尾茂教継室、後に中川忠英室